# Ungla confraterna
Ungla confraterna är en insektsart som först beskrevs av Banks 1913.  Ungla confraterna ingår i släktet Ungla och familjen guldögonsländor. Inga underarter finns listade i Catalogue of Life.